# Zhen xin hua
Pour plus de détails, voir Fiche technique et Distribution.
Zhen xin hua (en anglais : The Truth About Jane and Sam) est un film hongkongais réalisé par Derek Yee et sorti en 1999.

## Fiche technique
- Titre : Zhen xin hua
- Réalisateur : Derek Yee
- Scénario : Derek Yee
- Format : Couleurs
- Durée : 100 minutes
- Date de sortie : 24 septembre 1999
- Pays :  Hong Kong

## Distribution
- Fann Wong : Jane (Ke Youzhen)
- Peter Ho : Sam (Li Xiaoxin)
- Pei-pei Cheng : la mère de Sam
- Chin Ka-lok : le frère de Jane
- Tung Cho 'Joe' Cheung  : le père de Sam
- Wei Wei : la grand-mère de Jane
- James Lye
- Yat Ning Chan